# Erika Fasana
Erika Fasana (Como, 17 febbraio 1996) è un'ex ginnasta italiana, membro delle squadre che hanno partecipato alle Olimpiadi di Londra 2012 e di Rio 2016.
Ha partecipato a due edizioni dei Campionati del mondo e a due Europei.
Nel 2015 diventa la prima ginnasta italiana a salire sul podio dell'American Cup, ottenendo la medaglia di bronzo.
È stata la seconda ginnasta italiana ad eseguire il Silivas al corpo libero (un doppio salto indietro con doppio avvitamento, Difficoltà H) e la prima a presentare il Chusovitina (doppio salto teso con un avvitamento, Difficoltà H).
Dal 14 settembre 2015 è caporale dell'Esercito italiano, membro della squadra femminile del Centro Sportivo Olimpico dell’Esercito.

## Carriera Juniores
Atleta della Polisportiva Carnini di Fino Mornasco, comincia a praticare la ginnastica artistica nel 2000; ha gareggiato nei circuiti nazionali per la Brixia Brescia, allenata da Laura Rizzoli e Enrico Casella.

### 2009: campionati assoluti italiani
Esordisce come Juniores competendo con la Brixia Brescia alla prima prova di Serie A1 vinta, con un totale di 124.600 punti, proprio dalla squadra bresciana. Alla seconda giornata di Campionato, Erika è la miglior ginnasta al volteggio (13.900) e alla trave (14,550).
Il 14 marzo partecipa al Trofeo Città di Jesolo Juniores, un incontro internazionale di ginnastica artistica con Brasile, Gran Bretagna e Romania dove, insieme alle compagne Greta Carnessali, Carlotta Ferlito, Francesca Deagostini, Alessia Scantamburlo e Anita Rupini vince il trofeo della competizione (163.650 punti). Individualmente, Erika arriva al secondo posto nella classifica individuale (54.600) superata solamente dalla connazionale Carlotta Ferlito (54.850).
Il 29 maggio, ai Campionati Italiani svoltisi a Meda, arriva seconda al concorso generale individuale con 56.200 punti, dietro solamente a Vanessa Ferrari (57.900). Individualmente si qualifica per le finali in tutti gli attrezzi. Vince una medaglia d'oro al volteggio (14.013) e una medaglia di bronzo alle parallele asimmetriche (14.250).
Con 53.900 punti sui quattro attrezzi, vince il Campionato Junior nella 1ª fascia.

### 2010: campionati europei juniores

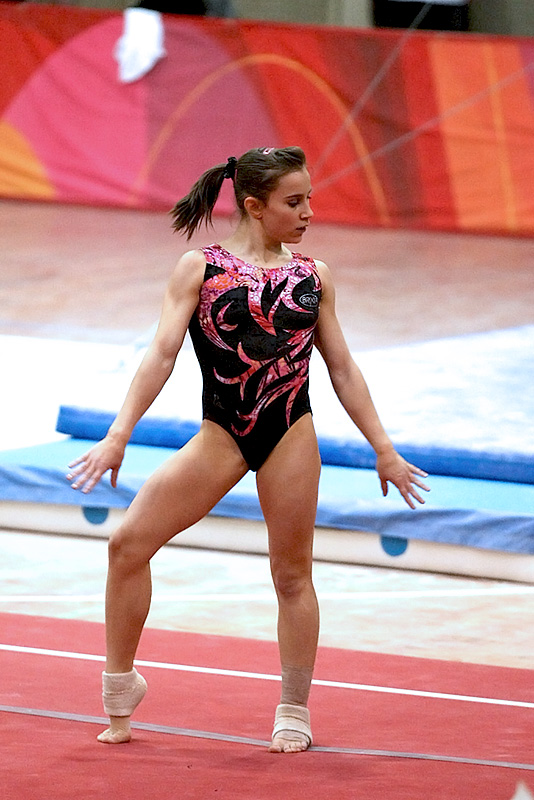
Erika Fasana nel 2010

Nel 2010 si riconferma campionessa nazionale a squadre conquistando nuovamente il campionato di Serie A con la Brixia Brescia.
Nell'incontro amichevole Trofeo Città di Jesolo si classifica terza al concorso individuale.
Partecipa ai Campionati Europei Junior di Birmingham dove conquista il bronzo nel concorso a squadre (insieme alle compagne Carlotta Ferlito, Giulia Leni e Francesca Deagostini). A livello individuale, termina il concorso generale in quinta posizione, dietro alle russe Viktorija Komova e Anastasija Grišina e alle rumene Diana Bulimar e Larisa Iordache. Si classifica ottava nella finale alle parallele asimmetriche e sesta al corpo libero e si aggiudica la medaglia di bronzo al volteggio.
Ai Campionati Nazionali di Ancona termina quinta nel concorso generale e vince due medaglie d'argento rispettivamente al volteggio e parallele, e una di bronzo alla trave.

### 2011: European Youth Olympic Festival
A causa di un infortunio, salta quasi metà dell'anno agonistico 2011, e non partecipa così ai Campionati Nazionali. Nel 2011 si classifica terza nel campionato di Serie A per squadre.
In estate partecipa al Festival Olimpico della Gioventù Europea tenutosi a Trabzon dove, insieme alle compagne Francesca Deagostini ed Elisa Meneghini, ottiene l'oro nella competizione a squadre. Erika ottiene individualmente l'argento al concorso generale, due medaglie di bronzo rispettivamente a volteggio e alle parallele asimmetriche e un'ulteriore medaglia d'argento al corpo libero.
A dicembre vince i Trials Italiani in preparazione del Test Event di Londra davanti a Vanessa Ferrari e Francesca Deagostini.

## Carriera Senior

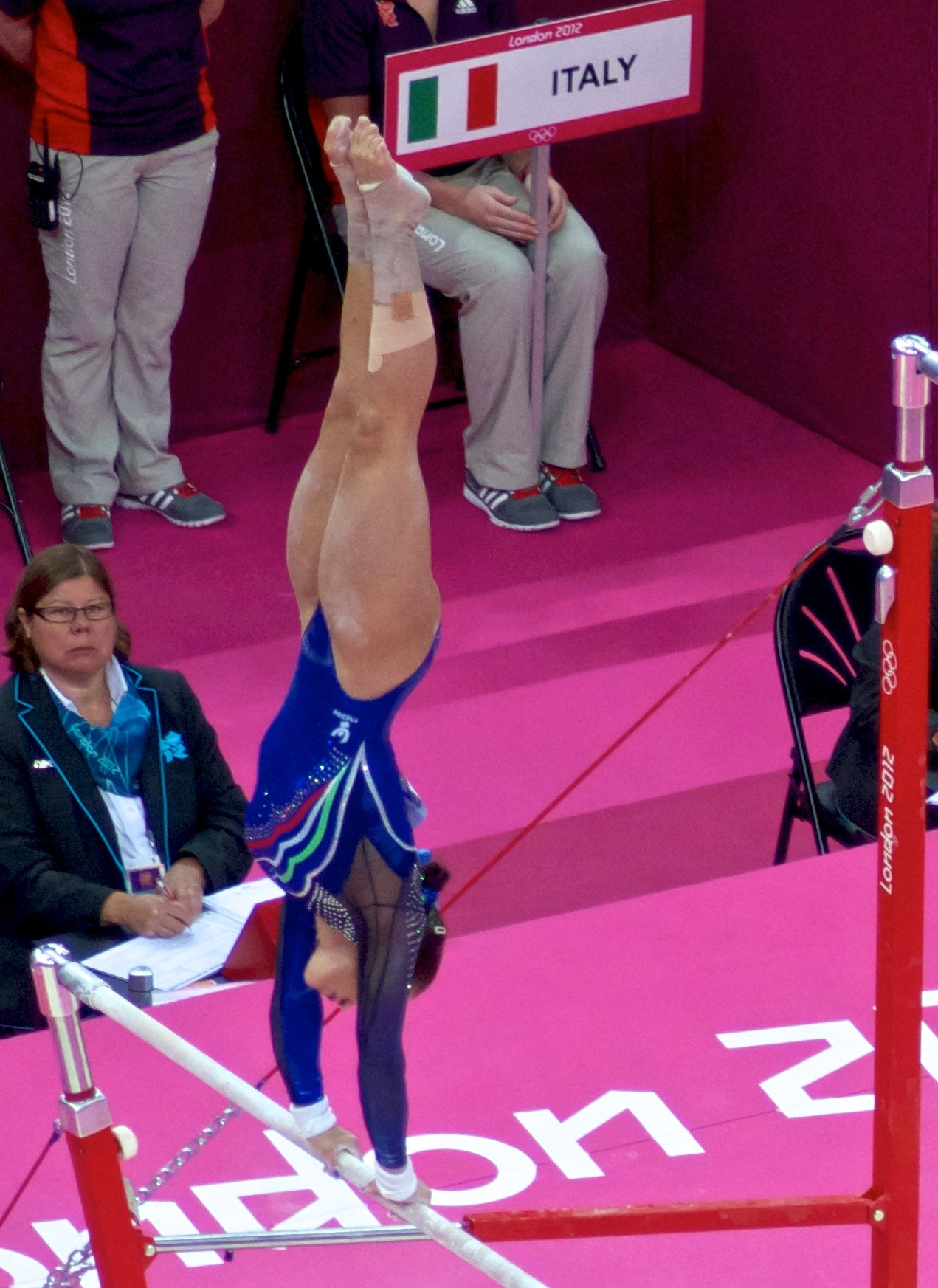
Erika Fasana esegue il suo esercizio alle parallele asimmetriche durante la finale a squadre delle Olimpiadi di Londra.

### 2012: Le Olimpiadi e il bronzo europeo
L'11 gennaio 2012, al debutto come senior, partecipa ai Test Event di Londra, ultima prova di qualificazione per le Olimpiadi del 2012. Con una buonissima prestazione al volteggio (14.600) e delle buone prestazioni al corpo libero (14.100), trave (13.966) e parallele asimmetriche (13,800), totalizza 56.466 punti e vince la medaglia d'argento al concorso generale individuale. Davanti a lei, la connazionale e compagna alla Brixia, Vanessa Ferrari. Il 12 gennaio, durante la prima giornata di finale ad attrezzo dei Test Event, compete al volteggio. Durante il secondo salto arriva di schiena (12.833). Chiude l'evento in sesta posizione con la media di 13.708 punti.
Il 10 marzo partecipa alla prima tappa di Campionato A1 a Bari. La Brixia Brescia, società di cui fa parte Erika, si posiziona al primo posto nella classifica a squadre (punteggio complessivo: 166,950) davanti alla Pro Lissone (159,250) e alla GAL Lissone (159,150). Individualmente, con un punteggio complessivo di 55.350, arriva quarta nella classifica "virtuale" dell'evento. Per la seconda tappa di Campionato A1 svoltasi a Firenze il 24 marzo, con un punteggio complessivo di 160.400, la Brixia Brescia arriva al secondo posto. Individualmente, Erika compete solo in due attrezzi: 13,850 al volteggio e 13,700 alle parallele asimmetriche.
Il 21 aprile compete nella finale del Campionato di Serie A1, dove arriva al secondo posto insieme alla Brixia Brescia. Individualmente compete in tutti e quattro gli attrezzi. Con 14.550 punti ottiene il punteggio più alto al volteggio. Buone anche le prestazioni negli altri attrezzi: 13,900 alle parallele asimmetriche, 14.050 alla trave e 13.950 al corpo libero.

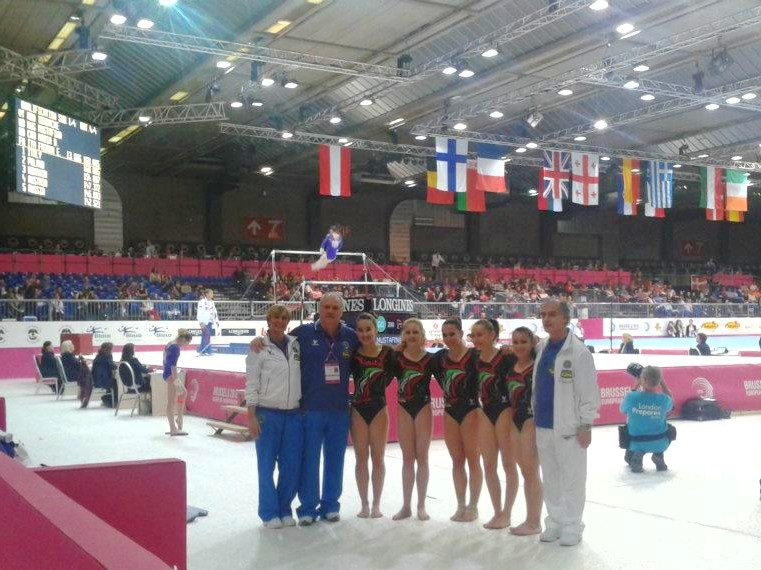
La Nazionale italiana ai Campionati europei di ginnastica artistica femminile 2012

Viene convocata per far parte della squadra nazionale che competerà ai Campionati Europei di Bruxelles dal 9 al 13 maggio. Con l'Italia, grazie ad un punteggio complessivo di 168.005, si qualifica per la finale a squadre al quarto posto. Individualmente riesce a centrare la finale al volteggio con un punteggio di 14.600 e nel concorso generale, dove si posiziona al sesto posto (55.531 punti). Il 12 maggio, con un punteggio complessivo di 171.430, conquista il bronzo nella finale a squadre. Il giorno seguente compete al volteggio. Arrivando troppo vicino alla tavola dal doppio avvitamento con un passetto in avanti, ottiene una media di 14.003 punti, finendo al settimo posto.
A causa di un piccolo infortunio alla mano, è impossibilitata a partecipare ai Campionati Assoluti di Catania.
Il 18 luglio 2012, insieme alle connazionali Vanessa Ferrari, Carlotta Ferlito, Giorgia Campana ed Elisabetta Preziosa entra a far parte della squadra olimpica che parteciperà ai Giochi della XXX Olimpiade. Diventa così l'atleta più giovane della spedizione CONI.

#### Olimpiadi di Londra
Il 29 luglio inizia la sua avventura olimpica. Nella giornata preliminare compete in tutti gli attrezzi e si qualifica settima con la nazionale italiana. Individualmente cade dalla trave e si posiziona trentesima nella classifica generale (14.000 al volteggio, 13.666 alle parallele, 12.266 alla trave e 14.033 al corpo libero).
Il 31 luglio compete ancora in tre attrezzi per la finale a squadre. Con dei buoni punteggi, 13.733 al volteggio, 13.600 alle parallele asimmetriche e 14.233 al corpo libero si posiziona settima con la squadra italiana.

### 2013: la pausa per infortunio

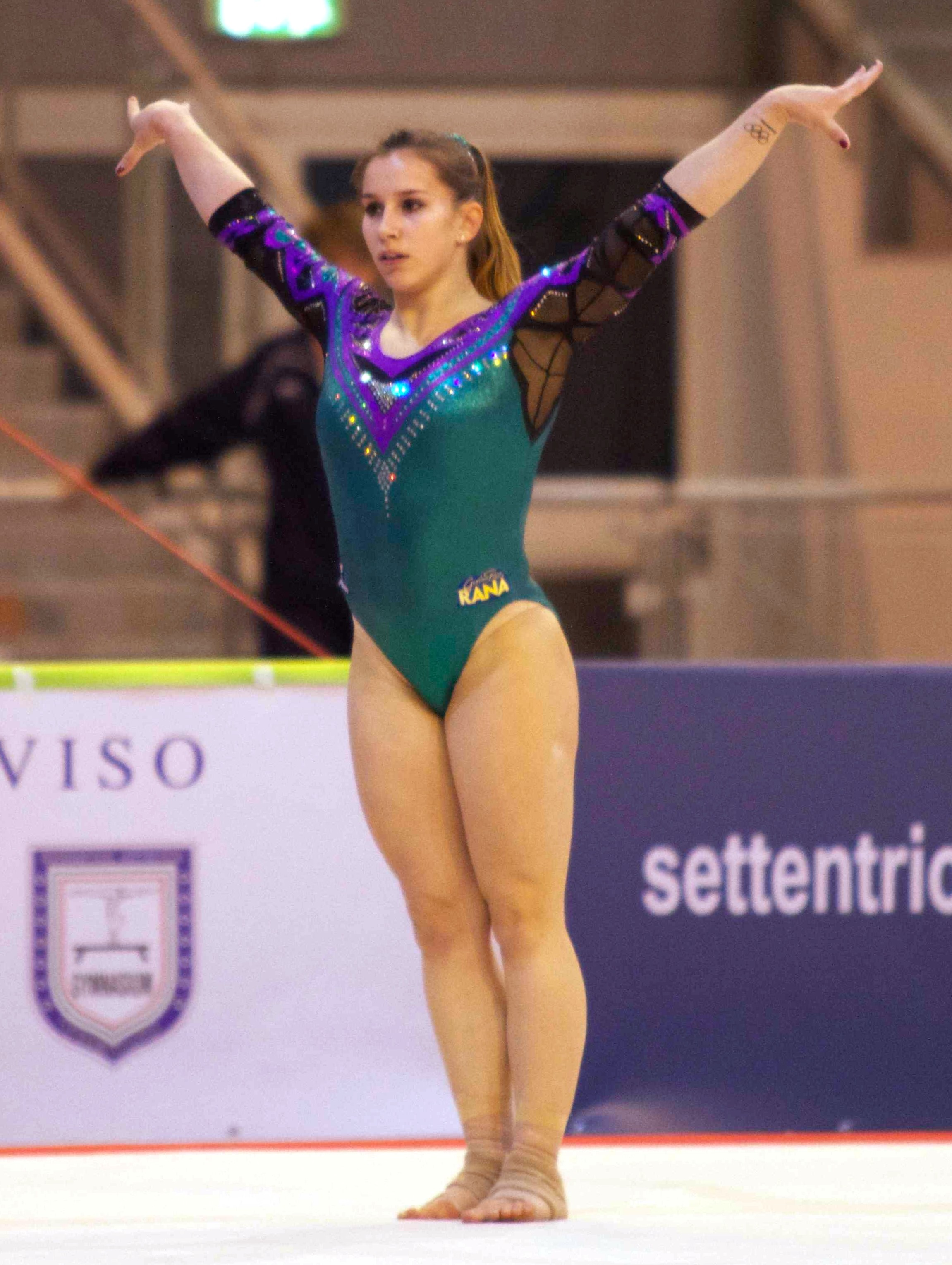
Erika Fasana al VI Trofeo Città di Jesolo.

Nel mese di marzo partecipa al 6º Trofeo Città di Jesolo contribuendo alla medaglia d'argento della squadra italiana dietro agli Stati Uniti. Si qualifica per la finale al corpo libero, chiusa al 5º posto con il punteggio di 12.650.
Partecipa al campionato di Serie A1 2013 e contribuisce al terzo posto della Brixia Brescia.
Ai Campionati Assoluti di Ancona è decima nel concorso generale con il punteggio totale di 52.050. Si qualifica al quarto posto per la finale al corpo libero con il punteggio di 13.600. Chiude la finale di specialità al corpo libero al quarto posto, con il punteggio di 13.450.
È costretta a rinunciare ai XVII Giochi del Mediterraneo a causa di un infortunio alla tibia (microfratture da stress) che si ripresenta, dopo essersi già acuito nel periodo post-olimpiadi 2012, in maniera ancora più forte. Erika continua però ad allenarsi, andando in palestra con le stampelle, e lavorando sugli esercizi alle parallele, l'unico attrezzo su cui può continuare ad allenarsi senza aggravare la condizione fisica.
A fine anno riprende totalmente gli allenamenti e comincia la preparazione per la Serie A1 2014.

### 2014: il ritorno alle competizioni e gli Europei di Sofia
L'8 febbraio partecipa alla prima gara della stagione di Serie A1 2014 con la Brixia. Realizza una delle sue prestazioni migliori, ottenendo i punteggi migliori della giornata a corpo libero (14.300) e volteggio (14.550); il punteggio complessivo di 54,800 è secondo solo ad Elisa Meneghini.
L'8 marzo, a Torino, seconda tappa del campionato di Serie A, si conferma ad altissimo livello: ottiene il punteggio migliore in tutti gli attrezzi tranne la trave; al volteggio ottiene 14.600 punti, al corpo libero 14.250, alle parallele 13.700 e alla trave 13.850: il punteggio complessivo è 56.400.
Il 22 marzo partecipa al Trofeo Città di Jesolo con la nazionale italiana, che si classifica al secondo posto, dietro agli Stati Uniti.
Erika Fasana, con una buona prestazione su tutti e quattro gli attrezzi, si piazza nona nella classifica individuale generale (55,550 punti), e seconda tra le italiane, dietro ad Elisa Meneghini; si qualifica per la finale al corpo libero del giorno seguente, ed in questa occasione esegue, seconda ginnasta italiana dopo Vanessa Ferrari, il difficilissimo Tsukahara avvitato "Silivas" (valore di difficoltà H).
Il 30 aprile la Fasana viene convocata per far parte della squadra italiana senior per gli Europei di Sofia.
Nella finale a squadre l'Italia termina al 5º posto; la Fasana gareggia al volteggio (14.433 punti) e al corpo libero (13.833).
Il 30 settembre parte per Nanning per i Campionati Mondiali 2014: la squadra italiana conquista il 5º posto, mentre la Fasana raggiunge la finale all-around (dove termina 17ª) e la finale al corpo libero (7ª).

### 2015: American Cup ed Europei
Il 7 febbraio partecipa alla prima tappa di Serie A1 2015 gareggiando con la Brixia. Ottiene il punteggio migliore in tutti gli attrezzi tranne la trave: al volteggio ottiene 15.100, alle parallele 14.500 e al corpo libero 14.700, realizzando quindi il miglior totale individuale della gara (57.150).
Il 7 marzo partecipa alla American Cup all'AT&T Stadium in Texas, ottenendo 56,633 punti e vincendo la medaglia di bronzo dietro alle statunitensi Simone Biles e Mykayla Skinner, davanti alla venezuelana Jessica Lopez e alla canadese Elsabeth Black: esegue un doppio avvitamento al volteggio (14,533 punti), 13,900 agli staggi, 13,800 alla trave e 14,400 al corpo libero.
Dopo l'American Cup svoltasi il 7 marzo prende parte al Trofeo Città di Jesolo dove aiuta la nazionale italiana ad ottenere il secondo gradino più alto del podio nel concorso a squadre con un punteggio di 224,350. Ottiene inoltre la medaglia d'argento al corpo libero con un punteggio di 14,900 (suo record personale), dietro solo alla campionessa del mondo in carica Simone Biles.
Ad aprile viene convocata insieme a Vanessa Ferrari, Carlotta Ferlito e Martina Rizzelli per i VI Campionati europei individuali di ginnastica artistica a Montpellier . Erika compete nella finale al-around dove con un totale di 56.474 arriva al quarto posto a poco più di un decimo il bronzo viene vinto dalla britannica Elissa Downie e nella finale a corpo libero dove è nuovamente quarta con 14.300, il bronzo, lontano solamente 0.166 punti, è assegnato alla svizzera Giulia Steingruber.
Erika compete poi in Serie A con la Brixia di Brescia, partecipa alla Golden League a Porto San Giorgio, dove vince un argento di squadra e un bronzo alle parallele. Partecipa alla Novara Cup ottenendo l'argento di squadra e prende parte ai campionati assoluti dove ottiene una medaglia di bronzo individuale e diventa campionessa italiana al corpo libero.
Viene poi convocata per partecipare ai mondiali di Glasgow, in fase di qualificazione, non svolge l'all-around causa continui problemi alla tibia, ma svolge ottimi esercizi tra corpo libero, volteggio e parallele, riuscendosi tra l'altro a qualificare per la finale al corpo libero (per la seconda volta consecutiva dopo Nanning) e contribuisce alla qualificazione del team Italia alla finale ottenendo automaticamente il pass per le olimpiadi. Nella finale a squadre Erika esegue un buon corpo libero, ma al volteggio si infortuna al gomito, essendo così costretta a rinunciare alle parallele e venendo quindi sostituita da Lara Mori. Non prende parte alla finale di specialità al corpo libero. 

### 2016: Olimpiadi di Rio; sponsor e media
Entra a far parte dell'agenzia di Management Golden Sabre Sport & Celebrity insieme ad atleti del calibro di Aldo Montano, Frank Chamizo Marquez.
È scelta come social influencer per la campagna di prodotti cosmetici Biotherm.
Viene tenuta a riposo per la prima metà del 2016 , non partecipa quindi né al trofeo di Jesolo, né agli europei di Berna, partecipa però agli assoluti di Torino fondamentali per le qualificazioni olimpiche ed Erika compete solo a trave dove svolge un buon esercizio e corpo libero con un ottimo esercizio, dove però in finale vince il bronzo a causa di una sbavatura sull'ultima diagonale.
Alle Olimpiadi di Rio, Erika non compete per l'all-around, poiché impossibilitata a fare il volteggio, svolge comunque delle buone parallele, ottiene un ottimo punteggio al corpo libero che le permette di qualificarsi alla finale di specialità ed infine cade alla trave dalla serie rondata+ salto teso, questo errore, sommato a quello delle altre italiane non permette all'Italia di qualificarsi per la finale a squadre. Erika compete poi nella finale al corpo libero, dove ottiene il sesto posto, migliorando il suo punteggio di qualifica.

### 2017-2018
Per gran parte del 2017 è assente dalle competizioni nazionali e internazionali a causa di alcuni problemi fisici.
Rientra a settembre in occasione dei Campionati Assoluti di Perugia dove gareggia alle parallele ottenendo in qualifica 13.550, punteggio che le vale la finale di specialità il giorno seguente in cui migliora e ottiene 13.600.
A causa del persistere dei suoi problemi fisici, decide di iniziare la carriera di allenatrice, pur continuando ad allenarsi.

### 2021
Il 2 marzo 2021 ufficializza e rende noto il suo ritiro dall'attività sportiva.